# Кубок Ірландії з футболу 2018
Кубок Ірландії з футболу 2018 — 98-й розіграш кубкового футбольного турніру в Ірландії. Титул здобув Дандолк.

## Календар
| Раунд            | Дата                       | Матчі | Клуби   |
| ---------------- | -------------------------- | ----- | ------- |
| Попередній раунд | 21-22 квітня 2018          | 8     | 40 → 32 |
| 1/16 фіналу      | 10-12 серпня 2018          | 16    | 32 → 16 |
| 1/8 фіналу       | 24-25 серпня 2018          | 8     | 16 → 8  |
| 1/4 фіналу       | 7-19 вересня 2018          | 4     | 8 → 4   |
| 1/2 фіналу       | 28 вересня - 8 жовтня 2018 | 2+1   | 4 → 2   |
| Фінал            | 4 листопада 2018           | 1     | 2 → 1   |

## Попередній раунд
| Команда 1                  | Рахунок      | Команда 2              |
| -------------------------- | ------------ | ---------------------- |
| 21 квітня 2018             |              |                        |
| Ейвондейл Юнайтед (3)      | 0:2          | Пайк Роверс (7)        |
| Лідс (4)                   | 3:1          | Сент-Майклс (7)        |
| Мейнут Юніверсіті Таун (4) | 2:2 пен. 4:3 | Евертон (3)            |
| Інчікоур Атлетік (7)       | 1:1 пен. 4:3 | Крамлін Юнайтед (3)    |
| 22 квітня 2018             |              |                        |
| Дублін Бас (3)             | 4:2          | Ферхаус Кловер (4)     |
| Кілманаг (6)               | 1:2          | Скерріс Таун (8)       |
| КІЕ Ранч (6)               | 1:0          | Леттеркенні Роверс (3) |
| Черрі Орчард (3)           | 0:2          | Норт Енд Юнайтед (7)   |

## 1/16 фіналу
| Команда 1                  | Рахунок | Команда 2            |
| -------------------------- | ------- | -------------------- |
| 10 серпня 2018             |         |                      |
| Дрогеда Юнайтед (2)        | 1:0     | Шемрок Роверс        |
| ЮКД (2)                    | 2:0     | Пайк Роверс (7)      |
| Шелбурн (2)                | 4:0     | Атлон Таун (2)       |
| Дандолк                    | 3:0     | Ков Рамблерс (2)     |
| Брей Вондерерз             | 1:3 дч  | Фінн Гарпс (2)       |
| Інчікоур Атлетік (7)       | 0:5     | Сент-Патрікс Атлетік |
| Вексфорд Ютс (2)           | 0:7     | Богеміан             |
| 11 серпня 2018             |         |                      |
| Дублін Бас (3)             | 0:1     | КІЕ Ранч (6)         |
| Бларні Юнайтед (4)         | 2:12    | Деррі Сіті           |
| Скерріс Таун (8)           | 1:4     | Вотерфорд            |
| Мейнут Юніверсіті Таун (4) | 2:0     | Лідс (4)             |
| Ньюмаркет Селтік (?)       | 1:2     | Кабінтілі (2)        |
| Норт Енд Юнайтед (7)       | 0:4     | Голвей Юнайтед (2)   |
| Слайго Роверз              | 0:1     | Лонгфорд Таун (2)    |
| 11 серпня 2018             |         |                      |
| Хоум Фарм (5)              | 1:5     | Корк Сіті            |
| Кокхілл Селтік (3)         | 0:2     | Лімерик              |

## 1/8 фіналу
| Команда 1           | Рахунок | Команда 2                  |
| ------------------- | ------- | -------------------------- |
| 24 серпня 2018      |         |                            |
| КІЕ Ранч (6)        | 2:6 дч  | ЮКД (2)                    |
| Голвей Юнайтед (2)  | 0:2     | Богеміан                   |
| Деррі Сіті          | 1:0     | Сент-Патрікс Атлетік       |
| Дандолк             | 2:0     | Фінн Гарпс (2)             |
| Корк Сіті           | 4:0     | Мейнут Юніверсіті Таун (4) |
| Дрогеда Юнайтед (2) | 0:1     | Вотерфорд                  |
| Лімерик             | 2:1     | Кабінтілі (2)              |
| 25 серпня 2018      |         |                            |
| Лонгфорд Таун (2)   | 2:0     | Шелбурн (2)                |

## 1/4 фіналу
| Команда 1         | Рахунок | Команда 2 |
| ----------------- | ------- | --------- |
| 7 вересня 2018    |         |           |
| Лонгфорд Таун (2) | 0:7     | Корк Сіті |
| ЮКД (2)           | 2:1     | Вотерфорд |
| Лімерик           | 0:4     | Дандолк   |
| 19 вересня 2018   |         |           |
| Деррі Сіті        | 1:3     | Богеміан  |

## 1/2 фіналу
| Команда 1       | Рахунок | Команда 2 |
| --------------- | ------- | --------- |
| 28 вересня 2018 |         |           |
| Дандолк         | 1:0     | ЮКД (2)   |
| 30 вересня 2018 |         |           |
| Богеміан        | 1:1     | Корк Сіті |

Перегравання
| Команда 1     | Рахунок | Команда 2 |
| ------------- | ------- | --------- |
| 8 жовтня 2018 |         |           |
| Корк Сіті     | 2:1     | Богеміан  |

## Фінал
| 4 листопада 2018 17:30 (EEST) |

| Корк Сіті          | 1:2      | Дандолк                |
| ------------------ | -------- | ---------------------- |
| Садліер 21' (пен.) | Протокол | Хоаре 18' Макелені 74' |

| Авіва, Дублін Глядачів: 30 412 Арбітр: Ніл Дойл |